# Ernst Wigforss

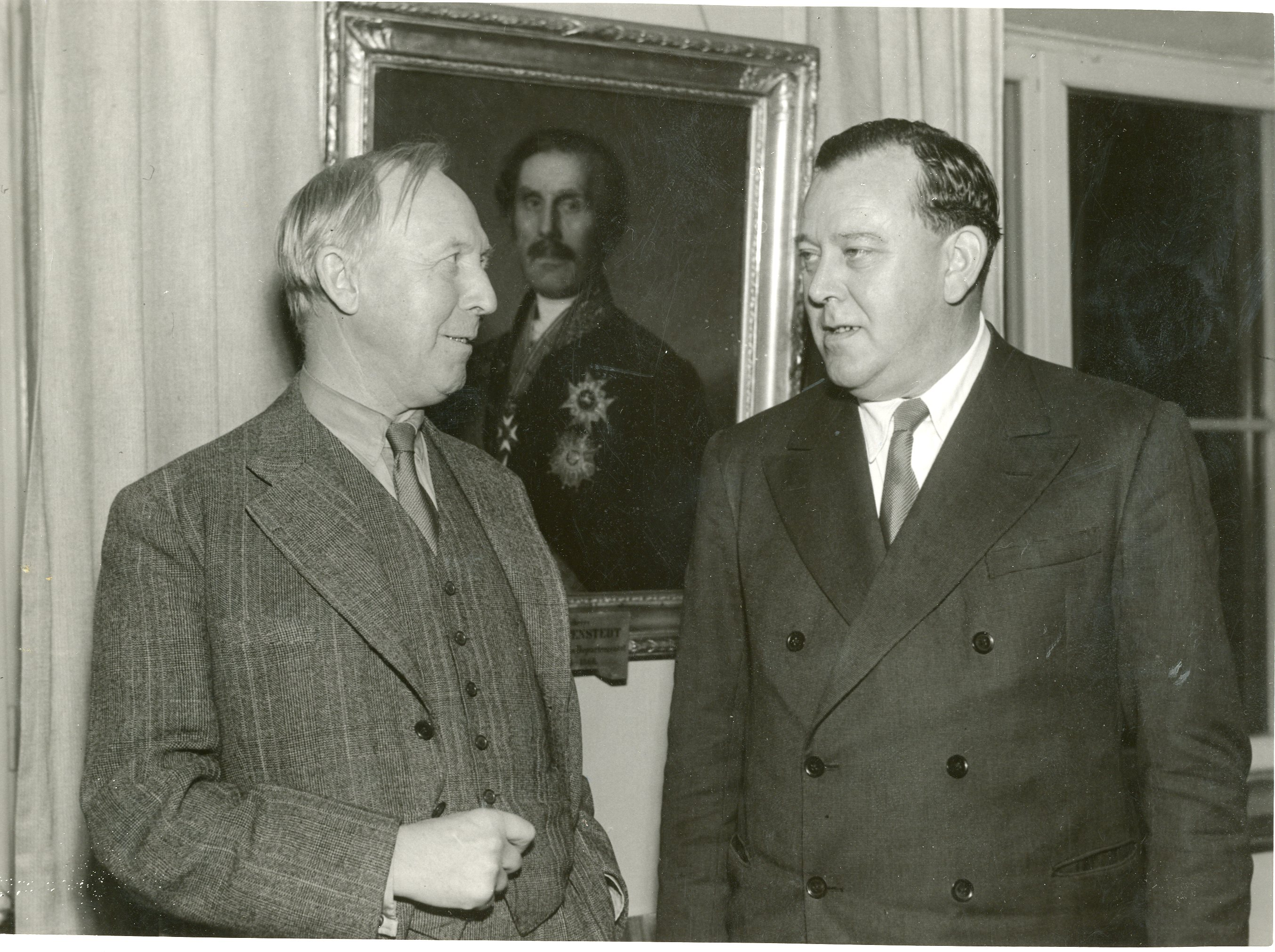
Ernst Wigforss i samtal med Trygve Lie, Norges utrikesminister i exil. Stockholm, oktober/november 1944.

Ernst Johannes Wigforss (i riksdagen kallad Wigforss i Göteborg och Wigforss i Stockholm), född 26 januari 1881 (enligt det felaktiga dopbeviset 24 januari 1881) i Halmstads församling, Hallands län, död 2 januari 1977 i Förslövs församling, Kristianstads län, var en svensk socialdemokratisk politiker och språkvetare. Han var finansminister 1925–1926, 1932–1936 samt 1936–1949. Docent i nordiska språk vid Lunds universitet 1913.
Wigforss räknas till den svenska socialdemokratins stora ideologer, och tillhörde från studieåren den intellektuella eliten vid Lunds universitet. Som den förste betydande finansministern för de svenska socialdemokraterna har hans ekonomiska program och teorier färgat politiken. Wigforss är en av de mest framträdande gestalterna avseende byggandet av det så kallade svenska folkhemmet, och anses även vara en omdanare av den svenska socialdemokratins ideologi. Han framförde därvid en principiellt grundad kritik mot det marknadsekonomiska systemet.

## Biografi

### Barndom och uppväxt
Wigforss var son till målarmästaren Frans Wigforss (1842–1918) och Tekla (f. Lindquist; 1854–1937). Den 9 juli 1913 gifte sig Wigforss med Eva Jönsson (1888–1981), dotter till handlaren Sven Jönsson i Munka-Ljungby och Christina Klinker. Eva Wigforss var styrelseledamot av Sveriges socialdemokratiska kvinnoförbund 1936–44. Ernst Wigforss var bror till lärarutbildaren Frits Wigforss och kusin till författaren John Wigforss samt även släkt med Harald Wigforss.
Ernst Wigforss farfars far, målaren Johan Wikforss (1748–1809), kom från Tierp, Uppland, och flyttade till Västerås. Farfadern, garvaren Johan Isak Wigfors, var först verksam i Karlskrona, och nämns i riksdagsmannen Sven Rosenbergs memoarer, som den förste läsaren i Karlskrona. Även Ernst Wigforss fader var djupt religiös och tillhörde Missionsförbundet. Morfadern var från Hishults socken, hade utvandrat till Amerika; i Sverige hade han varit handlare och haft en liten affär i Falkenberg. Ernst Wigforss morbröder hade utbildats till urmakare och guldsmed, och sedan följt efter sin far. Sedan morfadern avlidit flyttade mormodern på 1860-talet med sina två små döttrar varav den ena var Tekla Wigforss mor, Catharina Lindquist, från Småland till Halmstad.
När Ernst Wigforss skulle skrivas in vid första klassen på Halmstads högre allmänna läroverk, uppenbarades det att prästen råkat skriva in fel datum i kyrkoboken. Enligt Tekla Wigforss var han egentligen född den 26 januari, men i kyrkoboken stod det att han var född den 24 januari.
Familjen var generellt ointresserad av politik, med undantag av vissa konservativa drag hos fadern. ”Far var böjd för att vara all världslig ordning underdånig”, skriver Wigforss i sina memoarer. Dessa familjedrag kontrasterades av familjens frikyrkliga engagemang i Missionsförbundet, som grundades i Sverige tre år innan Ernst Wigforss födelse. Familjen lät aldrig religionen vara ”förbunden med någon avoghet mot glädjeämnena i livet”, skriver Wigforss i memoarerna. Den religiösa förankringen verkade i demokratisk riktning, skriver Wigforss, och fortsätter: "Med atmosfären i hemmet följde en föreställning om mänskornas likvärdighet, när det gällde religiösa ting, som blev lämplig jordmån för alla frön till tro på annan jämlikhet."
Familjens ekonomiska situation var tidvis kärv eftersom faderns yrke var säsongsbetonat, och Ernst hade fem syskon. När familjen blev husägare vid Klammerdamsgatan 16 stabiliserades dock ekonomin något. Modern var lättskrämd men bestämd och skötte familjens ekonomi.
Ernst Wigforss var duktig i skolan och läste allt han kom över. Av särskild betydelse var kusinen John Wigforss, som bodde hos familjen 1895. John Wigforss var något äldre än Ernst, och var på den tiden en vänsterinriktad bohem.

### Studier och akademisk karriär
Det var under tiden Wigforss var student vid Lunds universitet, med start på hösten 1899, som han blev socialist. Han blev medlem i den radikala studentföreningen Den yngre gubben (DYG), där han lärde känna Knut Wicksell och Östen Undén som skulle bli hans goda vänner. Wigforss blev under studenttiden även god vän med filosofen Hans Larsson, Torgny Segerstedt, Fredrik Böök, Axel Kock och Bengt Lidforss. Alla dessa kontakter kom att påverka Wigforss i hög grad: deras olika uppfattningar och öppna diskussioner fick honom själv att söka vidare efter egna svar.
Ernst Wigforss blev filosofie kandidat 1901, filosofie licentiat 1906, disputerade och blev docent i nordiska språk vid Lunds universitet 1913 på avhandlingen Södra Hallands folkmål: ljudlära. Andra vetenskapliga verk handlar om kortstavighet i skånska, om materialistisk historiesyn, och första världskriget; därefter koncentrerade han sig på svensk ekonomisk politik i teori och praktik. För att kunna försörja sig de första åren som forskare, gav han populärvetenskapliga föreläsningar, och hustrun Eva hade tjänst vid olika flickskolor, men hon var i perioder sjuklig.
Från tiden efter disputationen tog världspolitiken en allt större plats i Wigforss tankevärld. Några av de vänner, som han brevväxlade med, befann sig i Tyskland vid utbrottet av första världskriget. Efter att han låtit publicera verket Världskrig och världsfred (1–2; 1915) tog han upp språkstudierna igen, och undervisade. Åren 1908–11 var Wigforss extra lärare vid Göteborgs realläroverk, 1911–14 var han adjunkt vid Lunds högre allmänna läroverk, 1918–46 lektor i modersmålet och tyska vid Göteborgs högre latinläroverk samt som sådan 1918–36 ingående i konsistorium i Göteborgs stift.
I valrörelsen 1919 höll han några föreläsningar med rubriken Socialismen i praktik. Valutgången blev inte den framgång för socialdemokraterna som hoppats, men Wigforss blev i samband med detta invald i första kammaren som representant för Göteborgs stads valkrets.
I västra Lund, området Värpinge, ligger Ernst Wigforss gata.

### Riksdagen och Finansdepartementet

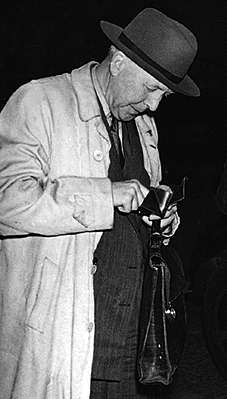
Ernst Wigforss letar i sin portmonnä efter pengar till taxi. Bilden togs av pressfotografen Victor Malmström efter regeringens vårmiddag 1947.

År 1919 blev Wigforss ledamot av första kammaren i riksdagen, och tillträdde vid urtiman 4 augusti. Vid sidan av arbetet i riksdagen fortsatte han ge föreläsningar om språkhistoria. Wigforss var dock ingen nybörjare i politiken; redan i Lund hade han varit aktiv i arbetarekommunen och stadsfullmäktige. De spörsmål som var centrala under Wigforss första år i riksdagen kom att utgöra grundvalen för den senare blockpolitiken, där liberalerna, som tidigare ansetts tillhöra vänstern, i tilltagande grad började uppfattas som ett högerparti. 
År 1924, 18 oktober, under Hjalmar Brantings tredje ministär, utnämndes han till konsultativt statsråd. Året därpå, då Branting hastigt insjuknat och gått bort i februari, blev han mot alla odds finansminister i Rickard Sandlers regering. Detta berodde på att sittande finansminister Fredrik Wilhelm Thorsson, som blivit partiordförande, blev sjuk. Regeringen ansåg att det var olämpligt att kalla in någon annan tillfälligt, så lotten föll på Wigforss. Denna utnämning var mycket kritiserad trots att den var tänkt som temporär. Segerstedt skrev att det var ett dåligt skämt, och Sandler liknade honom ironiskt vid en råtta född av ett berg; Per Albin Hansson var nästan ensam om att förorda valet. Thorsson avled i maj 1925, och Wigforss fick då sitta kvar. 
Posten som finansminister skulle han sedan inneha under flera perioder: 8 maj 1925–7 juni 1926, 24 september 1932–19 juni 1936 och 28 september 1936–30 juni 1949. Dessa årtionden präglades av täta regeringsskiften, och Wigforss var en självklar finansminister i de socialdemokratiska regeringsbildningarna. 1929 blev han ledamot av andra kammaren. Tiden i riksdagen varade ända till 1949, då Wigforss drog sig tillbaka med ålderns rätt. Enligt Herbert Tingsten var Wigforss vid det laget den mest omstridda gestalten i svensk politik. I samband med midsommarkrisen, juni 1941, fällde Karl Gustaf Westman ett omdöme om Wigforss i sin dagbok:
| ”                     | Jag tänkte att Wigforss med fruktansvärt allvar skulle deltagit i gångna tiders religionskrig. Hans vetenskapliga studier ha ej höjt honom till Erasmus Rotterdamus humanistiska ståndpunkt. I detta sammanhang menar jag: Wigforss förstår ej de mänskliga ideologiernas relativitet och föränderliga natur. | „ |
| – Karl Gustaf Westman | |   |

De frågor Wigforss i efterhand främst blev omtalad för rörde höjd arvsskatt, en aktiv krispolitik, och bekämpandet av skattereformen 1947. Diplomaten Gunnar Hägglöf skrev i sina memoarer att Wigforss var ”en säregen typ. Pacifist, nykterist, radikal, men framför allt en intellektuell med maktinstinkt och därför i många hänseenden en realist” och vidare regeringens starkaste man. Vid andra världskrigets utbrott hösten 1939 var flera ledande socialdemokrater för att Wigforss skulle ta över partiledningen, något som dock aldrig inträffade. I februari 2009 kom det fram att han 1941 godkände en stor svensk bankkredit till Nazityskland enligt ett hemligt dokument som hittats i ett kassaskåp på finansdepartementet och som aldrig blev registrerat. Utrikesdepartementet tog aldrig någon anteckning om saken. Detta var en viktig del av Ernst Wigforss antinazistiska politik att enbart ge Nazityskland dyra privatkrediter, istället för statskrediter vilket både Tyskland och protyska politiker vid ständigt krävde av Wigforss. Den tyskvänlige utrikesministern Christian Günther bekämpade Wigforss system med privatkrediter och ansåg att Wigforss antinazistiska kreditpolitik skadade Sverige. Günther krävde ständigt förgäves att Wigforss istället skulle godkänna statskrediter åt Nazityskland: ”Vad gjorde det egentligen om vi beviljade Tyskland en kredit på ett par hundra miljoner? En mobilisering kostade lika mycket”, sade Günther. Men Wigforss kreditlinje gynnade inte bara antinazismen utan även den svenska ekonomin, vilket handelsdiplomaten Gunnar Hägglöf konstaterade: "Vår vägran att lämna annat än privatkrediter varit nyttig, då den har tvingat tyskarna till större leveranser."
I samband med valutakrisen 1947 blev Wigforss Gunnar Myrdals främste politiska motspelare. I den svenska historieskrivningen tolkas denna kris som Myrdals politiska misslyckande, medan historikern Örjan Appelqvist hävdar att det är Wigforss tillsammans med folkförsörjningsministern Axel Gjöres som bär det främsta ansvaret för detta politiska fiasko.
Han var redaktör för tidskriften Tiden 1922–24, 1929–32 och 1936. Han gav ut sina memoarer på 1950-talet, med titeln Minnen 1–3.

## Wigforss teorier
Ernst Wigforss intog en särställning bland samtida socialdemokrater då han inspirerades av den brittiska idédebatten, såsom gillesocialismen, R.H. Tawney, Leonard Trelawny Hobhouse och J.A. Hobson. Av amerikaner nämner han själv John Leitch som skrev Man to Man 1920, och som agiterade för socialdemokratisk industriell demokrati. Ett genomgående förhållningssätt hos Wigforss var pragmatism och ett samtida perspektiv, även när han diskuterade ideologiska och historiska frågor. Hans senare skrifter handlade om välfärdsstaten och klasskampen, verk som blev ideologiskt viktiga för den svenska socialdemokratin. Vid sidan av Nils Karleby och Gustav Möller räknas Wigforss till sin samtids stora socialdemokratiska teoretiker.
År 1932 publicerade Wigforss skriften Har vi råd att arbeta?, som anger riktlinjerna för den kommande socialdemokratiska ekonomiska politiken. I denna skrift går Wigforss i polemik mot den marxistiska teorin att kapitalismen inte kan lösa en nationell ekonomisk kris. Wigforss menade i stället att staten kunde lösa krisen genom att ge medborgarna arbete i lågkonjunktur, och föra en åtstramningspolitik vid högkonjunktur. Denna skrift räknas ibland som en av 1900-talets viktigaste politiska skrifter, då den inte bara påverkade Gunnar Myrdal vid hans statsbudgetplanering, utan även föregick John Maynard Keynes verk The General Theory of Employment, Interest and Money (1936; på svenska Sysselsättningsproblemet, 1942). Herbert Tingsten var emellertid av den uppfattningen, att Wigforss, fastän han var en begåvning och stor politiker, i intellektuellt hänseende främst var en eklektiker som samlade drag från mer självständiga ideologer och ekonomer. 
Wigforss höll ett berömt anförande vid 1932 års partikongress, där han angav att partiet hade sin grund i såväl marxism som liberalism, och att båda ideologierna skulle utbytas. Samma år förkastades den traditionella idén om socialisering av produktionsmedlen, för folkhemstanken med statliga ingripanden i näringslivet, fördelningspolitik och växande offentlig sektor.
Att definiera socialdemokratin och dess förhållande till bland annat liberalismen i teori och praktik skulle utgöra en huvudfråga för Wigforss under resten av hans liv. I Om provisoriska utopier (1958), som publicerades i Insikt och Handling, redogör han respektfullt, påverkad av Karl Popper och Hans Larssons konvergenstanke, för likheter mellan bland annat den konservative Edmund Burke, liberalen Alexis de Tocqueville och Karl Marx i fråga om synen på samhällsordning och förvandling. "När Burke talar om att ingenting är önskvärt som inte är genomförbart, klingar det ju nästan som de välbekanta raderna hos Marx." I ljuset av människors mångfald, kommer Wigforss fram till slutsatsen att utopier är relativismens motpol, och att då dessa båda är avhängiga varandra kommer det att finnas ett behov av utopier och enighet i och med att värderingarna oundvikligen förskjuts.

## Utmärkelser
- Ledamot av Kungliga Gustav Adolfs akademien för svensk folkkultur, 1932
- Hedersledamot vid Hallands nation, 1937

## I populärkulturen
I tv-filmen Fyra dagar som skakade Sverige från 1988 gestaltas han av skådespelaren Helge Skoog.
I tv-serien En kunglig affär från 2021, som dramatiserar Haijbyaffären, spelas Wigforss av Sven Ahlström.